# Kalama
Kalama est une ville du comté de Cowlitz située dans l'État de Washington, aux États-Unis.
Anna Kashfi, première femme de Marlon Brando, y a notamment résidé. Elle y est enterrée avec son fils, Christian (en).